# إلوي بيريرا
إلوي بيريرا (بالإسبانية: Eloy Pereira)‏ هو لاعب كرة قدم أرجنتيني في مركز الدفاع، ولد في 4 مارس 1993 في لانوس في الأرجنتين. لعب مع ديبورتيفو إسبانول.

## وصلات خارجية
- إلوي بيريرا على موقع Soccerway.com (الإنجليزية)